# 晏珠
晏珠（1474年—？年），字廷光，四川成都府內江縣人，校尉籍，治《詩經》，明朝政治人物。

## 生平
四川鄉試第□十一名舉人。正德六年（1511年）中式辛未科會試第二百四十一名，登第三甲第一百五十二名進士。

## 家族
曾祖晏本玄；祖父晏正祖；父晏孟昌，母楊氏。